# 陳子衿
陳子衿綽號『踢翻你』（Tiffany），（1978年—2006年8月28日），華梵大學外國語文學系畢業。

## 簡歷
7歲罹患罕見的『右腸骨纖維化』，進行第一次手術。9歲腳疾復發，進行第二次手術。11歲又進行第三次手術。13歲時最親愛的父親過世。14歲，醫生對腳疾束手無策，開始依賴止痛藥過生活。22歲自華梵大學外國語文學系畢業，就讀教育學程，發現右邊臀部逐漸腫大。23歲時右臀腫得幾乎爆開，在榮總開刀切除了右骨盆，由於大量失血將血庫的血用光，危急之際，幸好120位華梵大學的師生們趕來捐血30000C.C.，才得以挽回一命，而華梵也決定在捐血給子衿的那天（12月9日）定為華梵捐血日。24歲切除了肝臟的左葉，25歲罹患了第二個癌症『膽管癌』。2006年8月28日下午五時病逝。

## 作品
- 《不理會太陽的向日葵》(2004年)
- 《給生命的情書》(2006年)

## 外部連結
- 不理會太陽的向日葵 （页面存档备份，存于）／子衿生前個人部落格
- 給生命的情書 （页面存档备份，存于）
- 華梵大學外文系 （页面存档备份，存于）
- 華梵大學 （页面存档备份，存于）